# شهدی
دوره شَهدی (Nectarian Period) یکی از دوره‌های زمان‌بندی زمین‌شناختی کره ماه است. این دوره از ۳۹۲۰ میلیون سال پیش تا ۳۸۵۰ میلیون سال پیش ادامه داشته است و دوره‌ای است که در آن بر اثر برخوردهای بزرگ اجرام فضایی، دریای شهد و دیگر حوضه‌های اصلی بر سطح کره ماه پدید آمده‌اند. پرتابه‌های برخوردی دوره شهدی بخش بالایی ناحیه پردهانه ارتفاعات کره ماه را تشکیل می‌دهند.
از آنجا که در بازه زمانی دوره شهدی شواهد بسیار کمی بر کره زمین یافته شده این اصطلاح برای گاه‌شماری زمین‌شناسی زمین کاربرد ندارد. با این حال دست‌کم در یک اثر علمی از این اصطلاح به عنوان یکی از تقسیمات غیررسمی ابردوران هادئن بر روی کره زمین استفاده شده است.

## جدول داده‌های کلی
| زمان‌بندی زمین‌شناسی ماه  | زمان‌بندی زمین‌شناسی ماه      | زمان‌بندی زمین‌شناسی ماه |
| دوره                    | دور                         | میلیون سال پیش         |
| ----------------------- | --------------------------- | ---------------------- |
| کوپرنیکی Copernican     | کوپرنیکی Copernican         | امروز - ۱۱۰۰           |
| اراتوستنی Eratosthenian | اراتوستنی Eratosthenian     | ۱۱۰۰ - ۳۲۰۰            |
| رگباری Imbrian          | بالا                        | ۳۲۰۰ - ۳۸۰۰            |
| رگباری Imbrian          | پایین                       | ۳۸۰۰ - ۳۸۵۰            |
| شهدی Nectarian          | شهدی Nectarian              | ۳۸۵۰ - ۳۹۲۰            |
| پیشاشهدی Pre-Nectarian  | گروه‌های حوضه‌ای Basin Groups | ۳۸۵۰ - ۴۱۵۰            |
| پیشاشهدی Pre-Nectarian  | رازینه Cryptic              | ۴۱۵۰ - ۴۵۶۷            |

## دانستنی‌ها
شهدی‌ها (The Nectarians) هم‌چنین نام یک «سازمان سری» در داستان «ظهور رایکاسن» (The Rise of Raikasen) است که هدف آنان حفظ تعادل در جهان است.